# Židovský hřbitov (Třebotov)
Židovský hřbitov, založený roku 1761 a sloužící k pohřbívání do 2. světové války, se nachází v jihovýchodní části katastru obce Třebotov v lese při cestě. Má rozlohu 5 844 m². Je obehnán zdí, která se už na mnoha místech rozpadá. V jižní části jsou pozůstatky oválné brány, v severní pak jen základové zdivo márnice. Nachází se zde několik náhrobků s hebrejskými, českými a německými nápisy. Většina z nich však leží a je rozlámána. Část hřbitova tvoří louka, která je pravidelně sekána. Přes hřbitov vede pěší cesta. Devastace hřbitova začala pravděpodobně po 2. světové válce. Jsou zde pohřbeni lidé z nedalekého Třebotova, kde se datuje židovské osídlení z počátku 18. století, ale i z okolních vesnic. Je zde pohřben rabín Samuel Ballenberger (1772–1854).